# スピーシーズXX 寄生獣の誘惑
『スピーシーズXX 寄生獣の誘惑』（スピーシーズダブルエックス きせいじゅうのゆうわく、原題：Decoys 2: Alien Seduction）は、2007年に発売されたカナダのSFホラー映画（ビデオスルー）であり、『スピーシーズX 美しき寄生獣』の正統続編。

## 概要
本作の撮影はアルバータ大学で行われた。監督はアンドリュー・スコット・ランドー。本作は『ソウ』で犯人役を演じたディナ・メイヤーとトビン・ベルが出演。ルーク役のコリー・セヴィエールが前作『スピーシーズX 美しき寄生獣』から引き続いての登場。また、オリジナルのコンスタンス役のキム・ポイリアーも登場している（前作のコンスタンスはクローン体）。
ビデオ映画で、2007年3月6日にDVDが発売された。DVD Talkの批評家スコット・ワインバーグ（Scott Weinburg）は2*のレビューを与え、「無視して」というアドバイスで要約した。
日本では、2007年12月19日にソニー･ピクチャーズ エンタテインメントからDVD（規格品番：RDD-41894）が発売された。2011年11月21日に『スピーシーズXX 美しき寄生獣！危険な誘惑』のタイトルでテレビ東京 午後のロードショーにて放映。『スピーシーズXXX 寄生獣の甘い罠』（原題：Candy Stripers）以降の作品は本シリーズとは一切関係ない別作品である。

## 出演者
| 役名                       | 俳優                   | 日本語吹き替え |
| -------------------------- | ---------------------- | --- |
| サム                       | タイラー・ジョンストン | 林勇 |
| ステファニー・バクスター   | カイリン・シー         | 甲斐田裕子 |
| ルーク・キャラハン         | コリー・セヴィエール   | 鳥海浩輔 |
| アーウィン・バックトン教授 | トビン・ベル           | 稲葉実 |
| ガイズナー先生             | ディナ・メイヤー       | 五十嵐麗 |
| ニック                     | ブラッド・ゴダード     | 中野大樹 |
| コンスタンス               | キム・ポイリアー       | |
| その他                     | N/A                    | 葛城七穂 三浦潤也 小野塚貴志 小伏伸之 木下紗華 宮島依里 宇乃音亜季 魚建 斉藤貴美子 酒井敬幸 勝田晶子 中村公子 三戸貴史 |
| 日本語版制作スタッフ       |                        | |
| 演出                       | 演出                   | 羽田野千賀子 |
| 翻訳                       | 翻訳                   | 岡崎賢司（字幕） 税田春介（吹替）                                                                                      |
| 調整                       | 調整                   | 伊藤恭介 |
| 制作                       | 制作                   | ソニーPCL |

## スタッフ
- 監督：アンドリュー・スコット・ランドー
- 製作：フランコ・バティスタ
- 原案・製作総指揮：トム・ベリー
- 脚本：ミゲル・テハダ＝フロレス
- 音楽：スティーブ・ロンドン
- 撮影：ジョン・スプーナー
- 編集：イザベル・レヴェック